# Юли-Ий
Юли-Ий (фин. Yli-Ii, швед. Överijo) — община в Финляндии в провинции Северная Остроботния. Население составляет 2190 человек; площадь — 793,27 км². Плотность населения — 2,85 чел. Официальный язык — финский.
На территории Юли-Ий (в 10 км от центра общины) расположен археологический доисторический музей «Киерикки». 1 января 2013 году был объеденен с городом Оулу.

## Населённые пункты
Населённые пункты общины включают следующие деревни: Карьяланкюля, Яккукюля, Маалисмаа, Таннила, Пахкакоски, Хаапакоски и Леуванйоки.